# Schumeiko
Schumeiko (kyrillisch Шумейко) ist ein verbreiteter Familienname in der Ukraine, in Belarus und Russland.
Es gibt verschiedene Hypothesen, woher dieser Name stammen könnte. Eine davon besagt, dass sich der Name Schumeiko aus dem südslawischen Wort für ‚Laub‘ oder ‚Wald‘ herleitet. Damit sei gemeint, dass mit diesem Namen Förster, Waldbewohner oder Jäger angeredet gewesen seien. In verschiedenen Territorien von Russland waren solche Spitznamen weit verbreitet. So hieß auch der Oberst der Saporoschje-Armee 1648 ‚Schumei‘.

## Namensträger
- Andrei Schumeiko (fl. 2017–), Hacker
- Angela Schumeiko (fl. 1987), sowjetische Leichtathletin
- Wladimir Filippowitsch Schumeiko (* 1945), russischer Politiker